# Steindachnerina conspersa
Steindachnerina conspersa är en fiskart som först beskrevs av Holmberg, 1891.  Steindachnerina conspersa ingår i släktet Steindachnerina och familjen Curimatidae. Inga underarter finns listade i Catalogue of Life.